# Aloe neosteudneri
Aloe neosteudneri ist eine Pflanzenart der Gattung der Aloen in der Unterfamilie der Affodillgewächse (Asphodeloideae). Das Artepitheton neosteudneri verweist auf die Ähnlichkeit mit Aloe steudneri.

## Beschreibung

### Vegetative Merkmale
Aloe neosteudneri wächst kurz stammbildend, ist in der Regel einzeln, teilt sich aber gelegentlich in zwei bis drei Rosetten. Die Stämme erreichen eine Länge von bis zu 30 Zentimeter. Die bis zu 35 weit ausgebreiteten  Laubblätter bilden Rosetten. Ihre bläulichgrüne oder glauk-grüne, linierte Blattspreite ist 40 bis 60 Zentimeter lang und 8 bis 12 Zentimeter breit. Die ziemlich weichen Zähne am Blattrand sind 1 bis 2 Millimeter lang und stehen 7 bis 9 Millimeter voneinander entfernt. Der Blattsaft trocknet gelblich braun.

### Blütenstände und Blüten
Der Blütenstand ist einfach oder weist bis zu vier Zweige auf. Er erreicht eine Länge von 70 bis 90 Zentimeter. Die fast lockeren, zylindrisch-konischen Trauben sind 12 bis 35 Zentimeter lang. Die eiförmig-spitzen Brakteen weisen eine Länge von 10 bis 13 Millimeter auf und sind 5 bis 8 Millimeter breit. Die zylindrischen, blassrosaroten Blüten stehen an 10 bis 18 Millimeter langen Blütenstielen. Die Blüten sind 36 bis 38 Millimeter lang. Auf Höhe des Fruchtknotens weisen die Blüten einen Durchmesser von 5 bis 7 Millimeter auf. Ihre äußeren Perigonblätter sind nicht miteinander verwachsen. Die Staubblätter und der Griffel ragen kaum aus der Blüte heraus.

## Systematik und Verbreitung
Aloe neosteudneri ist in Eritrea unterhalb des Gipfels des Jebel Saber auf Felshängen in einer Höhe von 2400 bis 2500 Metern verbreitet. Die Art ist nur vom Typusfundort bekannt.
Die Erstbeschreibung durch John Jacob Lavranos und Thomas A. McCoy wurde 2007 veröffentlicht.

## Nachweise